# Аниховская, Любовь Ивановна
Любовь Ивановна Аниховская (род. 15 июня 1944, Москва) — российский учёный в области авиационных материалов, лауреат Государственной премии РФ в области науки и техники за 2001 г.

## Биография
Родилась в Москве 15.06.1944. Дочь Ивана Николаевича Майского (1905—1988), директора Института экспериментальной биологии Академии медицинских наук СССР.
Окончила Московский авиационный технологический институт им К. Э. Циолковского, факультет переработки пластических масс в изделиях авиастроения (1967).
С 1967 по 2005 год работала во ВНИИ авиационных материалов: инженер, с 1976 — зам. начальника лаборатории, с 1994 — начальник лаборатории клеев, клеевых препрегов и липких лент.
Под её руководством и при непосредственном участии разработаны:
- высокоэластичные пленочные клеи конструкционного назначения,
- композиционные материалы клеевые марок КМКС (клеевые препреги);
- алюмостеклопластики (СИАЛ) конструкционного назначения;
- экологически чистая технология склеивания авиационных конструкций и принципиально новые авиационные конструкции с высоким ресурсом и высокой надежностью.

Разработки внедрены в изделиях авиакосмической техники.
В 1991 году в качестве соучредителя участвовала в создании фирмы ООО НПФ «Техполиком» и с октября 1994 года по настоящее время является её генеральным директором.
Лауреат Государственной премии РФ в области науки и техники за 2001 г. Награждена бронзовой и серебряной медалями ВДНХ.
Муж — Аниховский Альфред Иосифович (1939) — ветеран внешней разведки, полковник. Дочь Ирина (1964) — кандидат медицинских наук.